# Војислав Билбија
Војислав Билбија (Босанско Грахово, 1942) православни је свештеник, протојереј-ставрофор, старешина Ротердамске парохије Западно-европске епархије Српске православне цркве, архијерејски намесник за Холандију, иконописац, појац, зубни лекар у пензији, некадашњи запажени каратиста.

## Биографија
Године 1969. дипломирао је стоматологију.
Од 1969. до 1971. године осликао је иконе православних цркава у Книну и Метковићу.
Од 1972. живи у Холандији, где након оснивања Хашког трибунала као свештенослужитељ и духовник седмично обилази српске затворенике у затвору Схевенинген.
Од 1972. до 1973. године радио је саркофаг за мошти светог Симеона Мироточивог (пре монашења српски владар, велики жупан Стефан Немања). Овај саркофаг се данас (XXI век) налази у манастиру Хиландар на Светој гори. Последњих година прошлог (XX) века Војислав Билбија, тада ђакон, од најплеменитијег сребра и драгог камења добијеног и пренетог из древне хиландарске ризнице израдио је и скупоцени саркофаг (ћивот) за преподобну мати Анастасију, мајку Светог Саве (пре монашења Ана Немањић). У овом ћивоту се сада налазе њене мошти, неким празницима доступне и за целивање. Ћивот преподобне Анастасије налази се на северној страни наоса до иконостаса у Богородичиној цркви манастира Студеница (до израде овог ћивота, мошти супруге и мајке државних и духовних родоначелника Срба вековима су почивале у земљи, закопане у припрати Богородичине цркве овог манастира).
Као свештеник исповедао је српске затворенике у Схевенингену којима је судио Хашки трибунал.